# Fluconazolo
Il fluconazolo è un farmaco antimicotico facente parte della categoria dei farmaci azolici.
È commercializzato da Pfizer con il nome di Diflucan, da Fidia con il nome di Zeflun e da IDI farmaceutici con il nome di Zerfun. Appartiene alla classe dei triazoli e viene usato per la prevenzione e il trattamento di infezioni fungine superficiali e sistemiche. Appare come una polvere bianca cristallina, poco solubile in acqua e solubile in alcool.

## Farmacodinamica
Come altri antifungini della classe dei triazoli o degli imidazoli, il fluconazolo agisce inibendo la 14 α-demetilasi del citocromo P450 fungino. La selettività dell'azione è data dal fatto che la demetilasi dei mammiferi è molto meno sensibile al fluconazolo di quella fungina. Questa inibizione impedisce la conversione del lanosterolo in ergosterolo, un componente essenziale per la membrana citoplasmatica dei funghi, con conseguente accumulo di 14α-metil steroli. Il fluconazolo è principalmente un fungostatico; può essere fungicida nei confronti di alcuni organismi in modo dose-dipendente, in particolare verso i Cryptococchi.

### Sensibilità in vitro
Il fluconazolo è attivo contro i seguenti microorganismi:
- Blastomyces dermatitidis,
- Candida spp. (eccetto Candida krusei, resistente, e Candida glabrata, che mostra un'ampia gamma di sensibilità )
- Coccidioides immitis
- Paracoccidioides brasiliensis
- Cryptococcus neoformans e Cryptococcus gattii
- Epidermophyton spp.
- Histoplasma capsulatum
- Microsporum spp.
- Trichophyton spp.

### Resistenza
La resistenza micotica ai farmaci della classe degli azoli tende a verificarsi gradualmente, nel corso di una terapia farmacologica prolungata nel tempo, portando al fallimento clinico. Ciò è particolarmente vero nei pazienti immunocompromessi (ad esempio nei pazienti con HIV in fase avanzata) e in trattamento per una candidosi orale (mughetto) o per una infezione esofagea da Candida. Nella Candida albicans, la resistenza si verifica a seguito di mutazioni nel gene ERG11, che codifica per 14α-demetilasi. Queste mutazioni impediscono al farmaco azolico di legarsi, pur consentendo il legame con il substrato naturale dell'enzima, il lanosterolo. Lo sviluppo di questo tipo di resistenza a un farmaco azolico conferisce resistenza a tutti i farmaci della classe. Un altro meccanismo di resistenza che è comune sia a Candida albicans sia a Candida glabrata consiste nell'aumentare la velocità di efflusso del farmaco azolico dalla cellule, grazie alla attività della superfamiglia dei grandi trasportatori.

## Farmacocinetica
In seguito a somministrazione orale il fluconazolo è quasi completamente assorbito entro due ore. La biodisponibilità non è influenzata significativamente dal pH gastrico. L'emivita di eliminazione del fluconazolo segue una cinetica di ordine zero. Il 10% della frazione escreta ha subito metabolismo mentre la rimanente è eliminata come tale con le urine o il sudore. I pazienti con insufficienza renale sono a rischio di sovradosaggi.

## Usi clinici
Il fluconazolo è un farmaco indicato per il trattamento e la profilassi delle infezioni fungine dove altri antimicotici hanno fallito o non sono ben tollerati (es. in relazione a reazioni avverse), tra cui:
- Candidosi (causata da ceppi sensibili di Candida)
- Tinea corporis, tinea cruris or tinea pedis
- Onicomicosi
- Meningite cryptococcica

Il fluconazolo può essere utilizzato come farmaco d'elezione per il trattamento delle seguenti infezioni:
- Coccidiomicosi
- Criptococcosi
- Istoplasmosi
- Profilassi di candidosi in pazienti immunodepressi

## Effetti collaterali e indesiderati
Le reazioni avverse più spesso associate a terapia con fluconazolo sono rash cutaneo, cefalea, vertigini, nausea, vomito, dolore addominale, diarrea e/o aumento degli enzimi epatici (AST e ALT). Più raramente sono stati segnalati anoressia, affaticamento, costipazione, oliguria, ipokaliemia, parestesia, convulsioni, alopecia, sindrome di Stevens-Johnson, trombocitopenia, altre discrasie ematiche, epatotossicità grave evolvente verso l'insufficienza epatica, reazioni anafilattiche e anafilattoidi. La FDA ha segnalato che il trattamento prolungato e cronico con alte dosi (400–800 mg/die) di fluconazolo durante il primo trimestre di gravidanza può essere associato con una serie rara e distinta di difetti alla nascita nei neonati.

### Prolungamento dell'intervallo QT
Un effetto avverso raro ma estremamente pericoloso di fluconazolo è rappresentato dal prolungamento dell'intervallo QT dell'elettrocardiogramma e dalla comparsa di torsioni di punta. L'intervallo QT corrisponde alla fase di depolarizzazione-ripolarizzazione dei ventricoli del cuore. L'intervallo QT corretto per la frequenza cardiaca (QTc) si considera prolungato se è superiore al valore di 440 ms nell'uomo e di 460 ms nella donna. Incrementi superiori a 40 ms o valori superiori a 500 ms comportano un aumento significativo del rischio di torsione di punta, una grave aritmia ventricolare che può mettere a repentaglio la vita del paziente.
Il rischio di prolungamento dell'intervallo QT aumenta nei pazienti con sindrome congenita del QT lungo, quando si associano due farmaci entrambi in grado di indurre prolungamento del QT oppure quando si associa un farmaco in grado di inibire il metabolismo epatico del farmaco che prolunga l'intervallo QT. 
Nei pazienti che richiedono un trattamento con fluconazolo diviene perciò necessario verificare l'eventuale esistenza di fattori che possano favorire la comparsa di prolungamento del QT (ad esempio squilibri elettrolitici, contemporanea somministrazioni di altri farmaci, predisposizione familiare, malattie cardiache).

## Controindicazioni
Il farmaco è controindicato nei seguenti casi:
- ipersensibilità nota al principio attivo, ai composti azolici correlati, oppure a uno qualsiasi degli eccipienti della formulazione farmaceutica;
- somministrazione concomitante di terfenadina nei soggetti sottoposti a terapia con fluconazolo a dosi multiple pari o superiore a 400 mg/die;
- somministrazione concomitante di altri farmaci che prolungano l'intervallo QT e che subiscono metabolismo tramite il citocromo P450 isoenzima CYP3A4, come atorvastatina e simvastatina, o tramite il CYP2C9, come la fluvastatina; l'interazione con questi farmaci può accrescere significativamente il rischio di miopatia e rabdomiolisi;
- gravidanza (può essere utilizzato soltanto in caso di infezioni che costituiscono rischio per la vita).

## Gravidanza e allattamento
Studi effettuati su animali hanno evidenziato che fluconazolo è embrio-fetotossico. Per altro i dati provenienti da centinaia di donne gravide trattate con dosi orali standard del farmaco (<200 mg/die) nel corso del primo trimestre di gravidanza e per brevi periodi non ha mostrato un aumento di malformazioni congenite, (tra cui brachicefalia, displasia auricolare, fontanella anteriore gigante, ricurvamento femorale e sinostosi radio-omerale) mentre l'esposizione al farmaco a dosaggi elevati (400/800 mg/die per coccidiomicosi per almeno 3 mesi) ha comportato anomalie congenite multiple. La Food and Drug Administration ha inserito il fluconazolo in classe C (farmaci i cui studi sugli animali hanno rilevato effetti dannosi sul feto, teratogenico/letale o altro, e per i quali non sono disponibili studi controllati in donne oppure farmaci per i quali non sono disponibili studi né sull'uomo né sull'animale)  per l'uso in gravidanza in caso di infezione da candida vaginale (dose singola da 150 mg). La stessa agenzia ha inserito il farmaco in classe D (farmaci che hanno evidenziato tossicità fetale nell'uomo, ma i cui benefici clinici potrebbero essere accettati nonostante il rischio) per tutte le altre indicazioni terapeutiche. L'uso del fluconazolo per via sistemica (orale o parenterale) durante il primo trimestre di gravidanza richiede pertanto cautela e un'attenta analisi del rapporto rischio beneficio. Ciò è particolarmente vero in caso di infezioni gravi che richiedono dosaggi elevati di farmaco e/o somministrazioni ripetute.
Fluconazolo viene secreto nel latte materno e raggiunge concentrazioni inferiori a quelle riscontrabili a livello plasmatico.  La somministrazione a donne che allattano al seno è considerato possibile, purché venga somministrata una singola dose di fluconazolo a basso dosaggio (meno di 200 mg). Al contrario, non è raccomandato eseguire somministrazioni ripetute e/o con elevati dosaggi del farmaco.

## Interazioni
- Warfarin: fluconazolo interferisce con l'anticoagulante cumarinico, pertanto nei pazienti in terapia anticoagulante orale che richiedono la somministrazione di fluconazolo per via sistemica è necessario monitorare il tempo di protrombina e la dose di anticoagulante orale.
- Sulfaniluree: clorpropamide, glibenclamide, glipizide, glimepiride, tolbutamide hanno la caratteristica di essere metabolizzate dal CYP2C9. Pertanto in caso di co-somministrazione con fluconazolo si devono monitorare attentamente i valori glicemici per l'aumentato rischio di ipoglicemia.
- Terfenadina: la somministrazione contemporanea di fluconazolo e terfenadina deve essere monitorata con attenzione. La somministrazione di fluconazolo a dosaggi di 400 mg/die o superiori aumenta significativamente la concentrazione plasmatica della terfenadina. Nel caso il paziente richiedesse una terapia con fluconazolo al dosaggio massimo (400 mg/die), la concomitante di terfenadina è controindicata.
- Zidovudina: la somministrazione di fluconazolo a pazienti in terapia con zidovudina può comportare un aumento dell'esposizione sistemica all'antivirale per una riduzione di circa il 45% della sua clearance e conseguente comparsa di tossicità. Nei pazienti trattati contemporaneamente con i due farmaci è necessario pertanto un attento monitoraggio.
- Rifabutina: nei soggetti in cura con rifabutina si deve tenere presente che la concomitante somministrazione di fluconazolo può comportare un importante aumento delle concentrazioni sieriche della rifabutina.
- Acido trans-retinoico (forma acida della vitamina A), alfentanil, amitriptilina/nortriptilina, celecoxib, parecoxib, carbamazepina, ciclosporina, everolimus, fentanil, ibuprofene, tacrolimus, fenitoina, flurbiprofene, metadone, midazolam, rifabutina, statine (atorvastatina, fluvastatina, simvastatina), sirolimus, sulfaniluree, triazolam, vincristina: la co-somministrazione con fluconazolo richiede cautela per il rischio di comparsa di effetti tossici. Potrebbe quindi essere opportuno un aggiustamento posologico.